# Antonio Ruiz Escaño
Antonio Ruiz Escaño (Málaga, 24 de octubre de 1951), conocido como Antoñito Ruiz o el Niño Leone, es un ex-actor y especialista de cine español.
Sergio Leone, sentado en una terraza del Hotel Costasol le vio cuando este regresaba a su casa y reclamó con un gesto su atención. El niño, de 12 años, se acercó al grupo que formaban, además, Tonino Valerii y el productor cinematográfico Julio Sempere. Así fue como Leone le ofreció la posibilidad de trabajar en una película: "La muerte tenía un precio" (originalmente: Per qualche dollaro in più), conocida en Hispanoamérica con el título "Por unos dólares más" y cuyo rodaje tuvo lugar al año siguiente.
Antonio Ruiz, además de trabajar con Clint Eastwood, lo ha hecho también con Yul Brynner, Anthony Quinn, Charles Bronson y Robert Mitchum. Hasta 1984 siguió vinculado al cine. Posteriormente se convirtió en policía local de la localidad alicantina de Aigües hasta su jubilación en 2017.
En 2015 asistió como invitado al Almería Western Film Festival (AWFF). El que fuera actor está casado y es padre de tres hijos.

## Filmografía
- La muerte tenía un precio (1965; Dir. Sergio Leone). Papel: Fernando.
- La muerte cumple condena (1966; Dir. Joaquín Luis Romero Marchent).
- El bueno, el feo y el malo (1966; Dir. Sergio Leone). Papel: hijo menor de Steven.
- Yo soy la revolución (1966; Dir. Damiano Damiani). Papel: joven mexicano en la estación de tren.
- Lost Command (1966; Dir. Mark Robson).
- La leyenda de un valiente (1967; Dir. Ken Annakin). Papel: Munnu.
- Un día después de agosto (1968) como miembro de un grupo folclórico.
- Villa Rides o Villa Cabalga (1968; Dir. Buzz Kulik) como Juan.
- Llego, veo, disparo (1968; Dir. Enzo G. Castellari).
- Massacre Harbor (1968, Dir. John Peyser), película ambientada en la Segunda Guerra Mundial. Papel: chico árabe;

entre otras.